# Крушевско горско началство
Крушевско горско началство или Горски щаб е най-висшата ръководна институция в Крушевския революционен район по време на Крушевската република. Щабът, начело на който е Никола Карев е най-висшата изпълнителна власт в републиката. Горското началство се създава на Смилевския конгрес. Под неговото командване са всички въстанически сили в Крушевско и се подчинява на Главния щаб на Втори Битолски революционен окръг. В състава на началството влизат Никола Карев, Тома Никлев, Тодор Христов и Антиноген Хаджов. Горското началство съществува до 12 декември 1903 година, когато по заповед на Даме Груев и Главния щаб Горските началства са премахнати, а правомощията им са прехвърлени към ръководните тела.